# 26340 Evamarková
26340 Evamarková è un asteroide della fascia principale. Scoperto nel 1998, presenta un'orbita caratterizzata da un semiasse maggiore pari a 2,3645498 UA e da un'eccentricità di 0,1943185, inclinata di 10,79670° rispetto all'eclittica.